# لجنة الحجاز
لجنة الحجاز لجنة شكلها العديد من العلماء الإندونيسيين في عام 1926 لإرسال وفد إلى المملكة العربية السعودية بسبب المخاوف من خطط حظر زيارات مسلمي المدارس الأخرى إلى مكة والمدينة المنورة ومخاوف نقل قبر النبي محمد من قِبل آل سعود الذين إنشاؤا حديثًا دولة المملكة العربية السعودية. هذه اللجنة الصغيرة كانت رائدة في ولادة منظمة نهضة العلماء.

## التاريخ
منذ أن دخول ابن سعود منطقة الحجاز التي تشمل مكة والمدينة في حوالي عام 1924 وأصبح عبد العزيز بن عبد الرحمن أول ملك سعودي، أصبحت الفكر الوهابية هو الفكر السائد في المنطقة. تم حظر جماعات إسلامية أخرى لتدريس مدارسها الفكرية، حتى أن بعض من علماءها تعرضوا للسجن أو القتل. أدى الحظر إلى خروج جماعي من العلماء من جميع أنحاء العالم الذين أتوا إلى هذه الأماكن للدراسة والتعليم. انتقلوا أو عادوا إلى بلدانهم بما في ذلك المنح الدراسية من إندونيسيا.
بمبادرة من عبد الوهاب حسب الله تم تشكيل لجنة صغيرة لإقناع وتقديم بعض الطلبات لابن سعود. كانت اللجنة تحت موافقة هاشم أسياري. كان أعضاء اللجنة هم وهاب حب الله (مستشار)، مشوري (مستشار)، خليل (مستشار)، حسن جيبو (رئيس اللجنة)، حسن صياميل (نائب الرئيس)، محمد شاديك (سكرتير)، وعبد الحليم (مساعد).

## النشاط
كانت المهام الرئيسية للجنة هي التصريح لالشعور بالمخاوف، وصياغة الآراء، وتلخيص معالم منحة أهل السنة فيما يتعلق بالقضايا التي سيتم تسليمها إلى حاكم المملكة العربية السعودية الجديد، لتشكيل وفد للذهاب إلى الحجاز والاتصال بالأقطار الإسلامية الأخرى. والعلماء في جاوة ومادورا.
عُقد الاجتماع الأول في 31 يناير 1926 في شارع كرتوباتين في سورابايا وحضره العديد من العلماء الإندونيسيين مثل هاشم الساري وبصري سيانسوري ونهراوي من مالانج، ندورو منتها من بانجكلان، حميد فقيه من جريسيك، عبد الحليم من سيريبون، رضوان عبد الله، ماس علوي، عبد الله عبيد من سورابايا، الشيخ أحمد غانم من مصر وغيرهم.
أرسل الوفد المشكل أصواتهم بنجاح إلى ابن سعود في عام 1928، مما أدى إلى أن ابن سعود تداول معهم مسألة الحج في المستقبل ومسائل المدن المقدسة. بعد أن أنجزت مهمتها الرئيسية، خطط أعضاء اللجنة لحل اللجنة، لكن هاشم أسياري منع ذلك واقترحوا جعلها منظمة دائمة. منذ ذلك الحين تحولت اللجنة إلى منظمة جديدة تسمى نهضة العلماء.